# Małe Jezioro (powiat wejherowski)
Małe Jezioro (również Jezioro Żurawinieckie) – niewielkie jezioro (błędnie określane dystroficznym) w Polsce, położone w województwie pomorskim, w powiecie wejherowskim, w gminie Łęczyce, na terenie Puszczy Wierzchucińskiej.